# Білоруська партія лівих «Справедливий світ»
Білоруська партія лівих «Справедливий світ» (до 2009 — Партія комуністів Білоруська, ПКБ) — ліва політична партія у Республіці Білорусі.
Лідером партії є Сергій Калякін. Керівний орган — Центральний комітет.
Створена 7 грудня 1991. Дата реєстрації — 26 травня 1992, дата перереєстрації — 5 липня 1999.
Політична партія знаходиться в опозиції до режиму Лукашенка. Члени партії різко критикують Лукашенка.

## Ідеологія
Згідно зі статутом, метою партії є об'єднання і політичний розвиток працівників найманої праці для досягнення повного звільнення від експлуатації у всіх її видах і побудови безкласового суспільства соціальної справедливості, а завданням — підготовка необхідних політичних, правових та економічних умов перетворення суспільства.
Крім того, ставить за мету побудову суспільства народовладдя, соціальної справедливості, рівності, солідарності і свободи. Виступає за безумовне верховенство Конституції, створення умов для вільних і справедливих виборів, розширення повноважень представницьких органів, повернення парламенту статусу і функцій єдиного законодавчого органу, ліквідацію залежності судової системи від виконавчих органів влади.
Програма побудована на базових цінностях сучасного соціалістичного світогляду. Це справедливість, свобода, солідарність, рівність і демократія.

## Історія
ПКБ була заснована у 1991 році після ліквідації Верховною Радою Комуністичної партії Білорусі, і стала однією з головних політичних партій у незалежній Білорусі. Лідером партії з 1994 року є Сергій Калякін. ПКБ підтримала на референдумі 1995 зміну національної державної символіки та надання російській мові статусу державної, на парламентських виборах у тому ж році партія отримала 44 місця у парламенті. У 1996 році частина членів ПКБ, які підтримують політику О. Лукашенка, відокремилася від партії і відновила Комуністичну партію Білорусі. У даний час ПКБ виступає проти режиму президента Олександра Лукашенка.
На парламентських виборах у Білорусі 2004 року партія входила до складу «Народної коаліції 5+», яка не отримала місць у парламенті.
У липні 2006 р. частина членів ПКБ взяла участь у спільному відновному з'їзді з КПБ. Керівництво партії на чолі з С. Калякіним оскаржила у суді освітлення даного з'їзду.
З травня 2007 року С. Калякін разом Валентином Вечірко (БНФ), Анатолієм Левковичем (БСДП) і Анатолієм Лебедько (ОГП) входить до Політради Об'єднаних демократичних сил Білорусі.